# 將忠天主教堂
39°00′25″N 125°46′40″E / 39.00694°N 125.77778°E

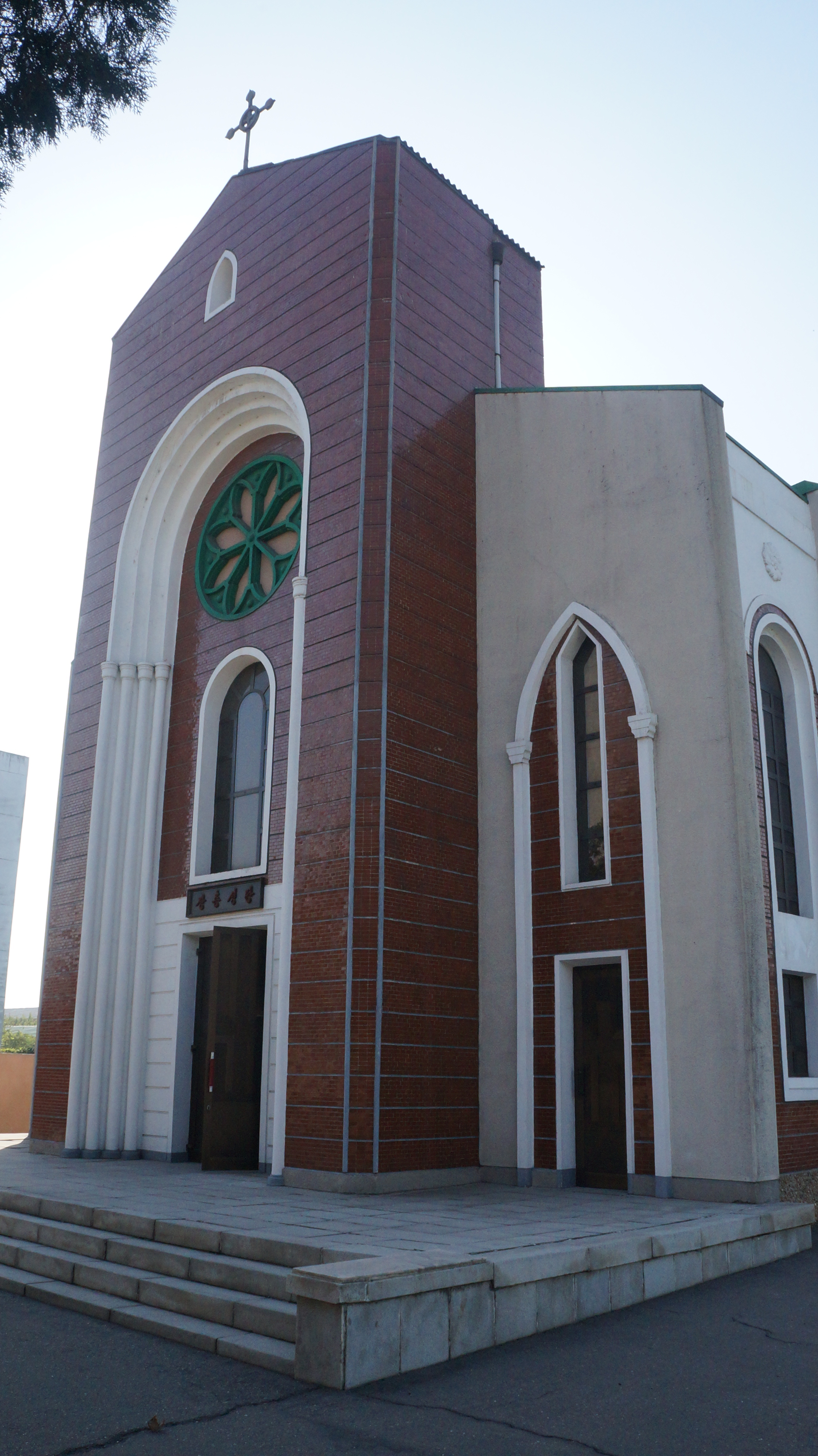
将忠大聖堂

将忠天主教堂又作長忠天主教堂，位於北韓的首都平壤市船橋區，于1988年3月建立，是天主教平壤教區的名義上的主教座堂，是平壤四間教堂之一，也是其中唯一一間天主教教堂。将忠天主教堂的总建筑面积达2000平米，能容納200名左右的天主教的信徒進行彌撒活動。每逢星期日均舉行多場朝鮮語的彌撒活動，吸引大批平壤本地的天主教信徒參加，此外由谙英語及日本語的本地信徒義務傳譯，亦接待訪問平壤的觀光客與平壤的信徒一同參予彌撒、唱頌聖詩及閱讀聖經。